# Hale Trajana
Hale Trajana (łac. Mercatus Traiani; wł. Mercati di Traiano) – hale targowe wzniesione na początku II wieku na polecenie cesarza Trajana przez jego architekta Apollodora z Damaszku.
Ich zbudowanie wymagało zniwelowania części Kwirynału. Położone na wzgórzu; razem z bazyliką, sklepami i biurami cały kompleks składał się z sześciu poziomów. 
Pierwsza kondygnacja to tabernae, na drugiej znajdowały się pomieszczenia sklepowe przylegające do skał zbocza. Po obu stronach tabernae zbudowano dwie wielkie hale z oknami, zwieńczone dwiema półkopułami (budowle te mogły być  wykorzystywane jako szkoły). Na trzeciej kondygnacji ciągnie się stroma droga – Via Biberatica (nazwa jej pochodzi od słowa biber – napój).

Obecnie hale położone są na przeciwległym krańcu Via dei Fori Imperiali zbudowanej w czasie rządów Mussoliniego i za kolumną Trajana.

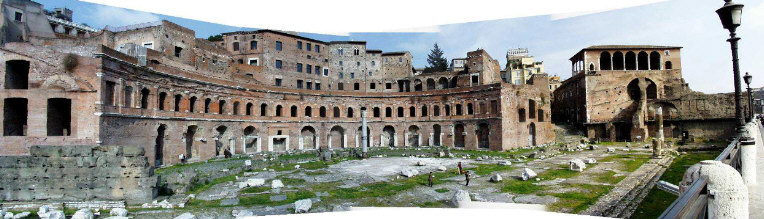
Hale Trajana w 2000 roku